# Funen (provincie)
Fyns Amt (provincie Funen) is een voormalige provincie in Denemarken die door het eiland Funen en een aantal kleinere eilanden eromheen werd gevormd. De hoofdstad was Odense, de op twee na grootste stad van Denemarken.
Funen is in oude tijden lang onafhankelijk geweest van Seeland en Jutland. De provincie werd in vijf culturele gebieden onderverdeeld met elk een markant gebouw, oude stad of andere toeristische trekpleister. In tegenstelling tot Jutland, zijn er op Funen geen minderheden te vinden, afgezien van asielzoekers. Ook is er op Funen geen teken van dialect of minderheidstaal.
De Deense provincies werden per 1 januari 2007 afgeschaft. Funen maakt nu deel uit van de nieuwe regio Zuid-Denemarken

## Gemeenten
| - Aarup - Ærø - Årslev - Assens - Bogense - Broby - Egebjerg - Ejby - Faaborg - Glamsbjerg - Gudme - Haarby - Kerteminde - Langeskov - Middelfart - Munkebo | - Nørre Aaby - Nyborg - Odense - Ørbæk - Otterup - Ringe - Rudkøbing - Ryslinge - Søndersø - Svendborg - Sydlangeland - Tommerup - Tranekær - Ullerslev - Vissenbjerg |